# 王琮 (成化丙戌進士)
王琮（？年—1489年），直隸清苑縣（今河北省清苑縣）人。明朝政治人物，成化丙戌進士，弘治初官至河南布政使。

## 生平
成化二年（1466年）丙戌科進士。弘治元年十二月（1489年初），陞河南右布政使，轉左布政使。弘治二年（1489年）九月，卒於任內。